# Dictamen de la Comisión sobre ilegitimidad de poderes actuantes el 18 de julio de 1936

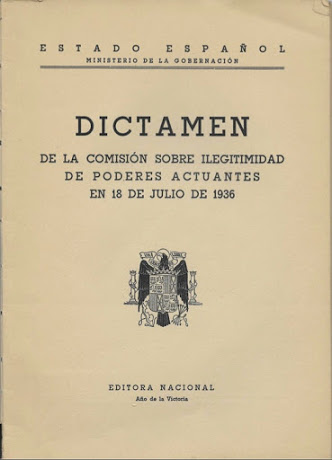
Portada del Dictamen de la Comisión sobre ilegitimidad de poderes actuantes en 18 de julio de 1936.

El Dictamen sobre la ilegitimidad de los poderes actuantes en 18 de julio de 1936 fue un informe de discutido valor jurídico, anunciado el 21 de diciembre de 1938, en el que se exponían los argumentos jurídicos con los que se justificó la sublevación militar contra el gobierno de la Segunda República Española cuyo fracaso dio origen a la Guerra Civil. Fue entregado en febrero de 1939 a Ramón Serrano Suñer, ministro de Interior franquista, encargado de su ejecución.

## Los 22 miembros de la Comisión
La Comisión sobre Ilegitimidad de Poderes Actuantes en 18 de julio de 1936 estaba compuesta por los siguientes miembros:
- Rafael Aizpún (1889-1981), ocupó dos carteras durante el Segundo bienio de la Segunda República Española, como ministro de Industria y Comercio, y ministro de Justicia entre octubre de 1934 y abril de 1935, que impulsó la Ley de 11 de octubre de 1934 por la que se restablecía la pena de muerte. Fundador en 1933 de Unión Navarra.[11]

- Eduardo Aunós (1894-1967), ministro de Trabajo, Comercio e Industria durante la dictadura de Primo de Rivera y ministro de Justicia del franquismo.[12]

- Ildefonso Bellón (18..-19..), magistrado del Tribunal Supremo y falangista, elegido para presidir la Comisión.[3][11]

- Salvador Bermúdez de Castro O'Lawlor (1863-1945), ministro de Estado durante el reinado de Alfonso XIII y académico en la Real Academia de Ciencias Morales y Políticas,[13] y la Real Academia Española.

- Abilio Calderón Rojo (1867-1939), ministro de Fomento y ministro de Trabajo, Comercio e Industria durante el reinado de Alfonso XIII, fallecido el 10 de julio de 1939.[14]

- Federico Castejón y Martínez de Arizala (1888-1972), catedrático de Derecho Penal en la Universidad de Sevilla y magistrado del Tribunal Supremo de Justicia. Experto gubernamental español de la Sección de Defensa social de la ONU, desde 1956, y miembro de la Real Academia de Jurisprudencia y Legislación, de Madrid (1950).

- José María Cid Ruiz-Zorrilla (1882-1972), sucesivamente ministro de Comunicaciones y de Obras Públicas durante el Segundo bienio de la Segunda República Española, se opuso al Estatuto de autonomía de Cataluña de 1932 y a la ley de Reforma Agraria.

- Joaquín Fernández Prida (1863-1942), ministro de Gracia y Justicia, ministro de Gobernación, ministro de Marina y ministro de Estado durante el reinado de Alfonso XIII.

- Álvaro Figueroa y Torres (1863-1950), conde de Romanones, presidente del Senado, presidente del Congreso de los Diputados, varias veces ministro y tres veces presidente del Consejo de Ministros durante el reinado de Alfonso XIII.

- Santiago Fuentes Pila (1893-1969), uno de los fundadores de la Juventud Católica Española (JCE).[15] Implicado en el golpe de Estado conocido como la Sanjurjada.[16][17]

- Rafael Garcerán Sánchez (1906-1991), falangista, asistente jurídico de José Antonio Primo de Rivera.[18] Procurador en las Cortes franquistas entre 1943 y 1958, murió en Madrid a los ochenta y cinco años de edad.

- José Gascón y Marín (1875-1962), ministro de Instrucción Pública y Bellas Artes en el gobierno que, entre el 19 de febrero y el 14 de abril de 1931. Entre 1902 y 1916 fue catedrático de Derecho Político y Administrativo en las universidades de Sevilla, Zaragoza y Madrid.

- Antonio Goicoechea (1876-1953), senador y ministro durante el reinado de Alfonso XIII y líder del partido Renovación Española, durante el periodo republicano. Se le considera implicado en la participación de Mussolini apoyando el levantamiento militar.[19] Entre 1938 y 1950 fue gobernador del Banco de España.

- Wenceslao González Oliveros (1890-1965), gobernador civil de Barcelona en julio de 1939, donde organizó la visita que Heinrich Himmler realizó en octubre de 1940 a la Ciudad Condal.[20] Entre 1948 y 1962 fue presidente del Consejo Nacional de Educación.

- Rafael Matilla Entrena (1904-1962), falangista, secretario de la Comisión Calificadora de Bienes Sindicales,[21] y subjefe nacional de Cooperación.[22]

- José Luis Palau y Martí Alay (18..-19..), capitán del Cuerpo Jurídico Militar.[3]

- José Manuel Pedregal (1871-1948), Pedregal y Sánchez-Calvo fue ministro de Hacienda en 1922, miembro de la Academia de Ciencias Morales y Políticas y presidente de la Institución Libre de Enseñanza. Hijo de Manuel Pedregal y Cañedo (ministro de Hacienda durante la Primera República Española, entre 1873-1874) y padre de Manuel Pedregal Fernández, presidente —tras el periodo franquista— de la Fundación Giner de los Ríos-Institución Libre de Enseñanza), su participación pudo quedar determinada por haber sido secuestrado en octubre de 1934 por los revolucionarios asturianos, aunque sería liberado más tarde.[23]

- Adolfo Pons y Umbert (1873-1945),[24] miembro de la Real Academia de Jurisprudencia y Legislación entre 1893 y 1936, y de la Real Academia de Ciencias Morales y Políticas. En 1939 fue nombrado presidente interino de la Real Academia de Jurisprudencia y Legislación y readmitido en su cargo en el Congreso. Se jubiló en 1943 y murió en Madrid en 1945.

- Adolfo Rodríguez Jurado (1899-1982),[25] presidente en 1931 de la Unión Nacional de Abogados y dirigente de la Agrupación Nacional de Propietarios de Fincas Rústicas,[26] expresidente de las Juventudes de Unión Patriótica en Sevilla y firmante del manifiesto antimarxista publicado en ABC el 31 de octubre de 1933.[27] Tras la Guerra Civil fue consejero nacional y procurador en Cortes por designación directa.

- Romualdo de Toledo y Robles (1895-1974), tradicionalista y miembro del Consejo de Dirección de la Confederación Católica Nacional de Padres de Familia y Padres de Alumnos; entre 1938 y 1951 fue director general de Enseñanza Primaria,[28] estableciendo, entre otras medidas, la obligatoriedad del crucifijo en las escuelas.[29]

- Manuel Torres López (1900-1987),[30] a pesar de ocupar temporalmente cargos como los de alcalde de Salamanca (1939-1940), consejero nacional de Educación, subdirector del Instituto de Estudios Políticos, consejero de la Hispanidad (1941), secretario-administrador de la Junta de Obras (1952-1962) y director general de Cinematografía y Teatro (1955-1956), formó parte del grupo constituyente de la primera oposición al franquismo, con Joaquín Ruiz Giménez, Pedro Laín Entralgo y Antonio Tovar.

- José María Trías de Bes (1890-1965), jefe de la asesoría del Ministerio de Asuntos Exteriores y miembro de la Comisión de Codificación del Ministerio de Justicia, y representó a España en el Tribunal Internacional de Justicia. Como jurista presidió la Real Academia de Jurisprudencia y Legislación de Cataluña.[31]